# كوداي هاكنو
كوداي هاكنو (باليابانية: 萩野 滉大) (مواليد 20 يونيو 2000) هو لاعب كرة قدم ياباني.

## وصلات خارجية
- كوداي هاكنو على موقع رابطة كرة القدم اليابانية للمحترفين (اليابانية)
- كوداي هاكنو على موقع قاعدة بيانات كرة القدم.إي يو (الإنجليزية)
- كوداي هاكنو على موقع Soccerway.com (الإنجليزية)
- كوداي هاكنو على موقع عالم كرة القدم.نت (الإنجليزية)